# Shell higher olefin process
Het Shell Higher Olefin Process of SHOP, ontwikkeld door Royal Dutch Shell, is een chemisch proces voor de industriële productie van onvertakte alfa-alkenen (alfa-olefinen) uitgaande van etheen. Het proces combineert drie verschillende reacties: oligomerisatie, isomerisatie en metathese.

## Oligomerisatie
In een eerste stap vindt de oligomerisatie plaats van etheen tot alfa-alkenen van uiteenlopende lengte, steeds met een even aantal koolstofatomen. De reactie gebeurt in een polair oplosmiddel zoals ethyleenglycol of 1,4-butaandiol. De reactie gebeurt bij 80 tot 120 °C en een druk van 7 tot 14 MPa. Als katalysator worden nikkel-fosfinecomplexen gebruikt; daarmee is een zeer selectieve oligomerisatie mogelijk.
Het mechanisme van deze oligomerisatie is door de onderzoeksgroep van professor Wilhelm Keim aan de RWTH Aken uitvoerig bestudeerd. De actieve vorm van de katalysator is een nikkelhydridecomplex, dat reageert met etheen tot alkylnikkelcomplexen. Lineaire α-olefinen worden van deze complexen afgesplitst, en het nikkelhydridecomplex komt opnieuw beschikbaar voor de reactiecyclus:
De gevormde olefinen zijn onoplosbaar in het polair oplosmiddel en kunnen er gemakkelijk van gescheiden worden. Het oplosmiddel met de katalysator wordt hergebruikt in de oligomerisatiereactor. Het olefinenmengsel wordt gedestilleerd in drie fracties: enerzijds de C12-C18-olefinen die het eindproduct van het procedé zijn, en anderzijds een lichtere fractie (C4-C10) en een zwaardere (C20 en langer). De lichtere fractie kan indien gewenst verder gefractioneerd worden in individuele componenten. Vaak worden de lichtere en zwaardere fractie echter gecombineerd en verder in het proces naar de isomerisatie en vervolgens de metathese gestuurd.

## Isomerisatie
De isomerisatie gebeurt in de vloeistoffase met een magnesiumoxidekatalysator. Hierin gebeurt een verplaatsing van de dubbele binding van het uiteinde van een molecule naar binnen:
{\displaystyle {\ce {R-CH=CH2 -> R1-CH=CH-R2}}}

## Metathese
In de alkeenmetathese worden deze "interne alkenen" omgezet in een mengsel van andere, interne alkenen met zowel een even als oneven aantal koolstofatomen. Katalysatoren in deze stap zijn o.m. heterogene renium- of molybdeenkatalysatoren. Het product van deze stap wordt dan gedestilleerd. De C10-C14-fractie wordt afgescheiden; deze wordt gebruikt voor de productie van alcoholen voor de detergentindustrie. De andere olefines, zowel de laagkokende (lichte) als de hoogkokende (zware), worden gerecycleerd in de metathese.
De eerste SHOP-eenheid werd in 1977 door Shell gebouwd in Geismar (Louisiana) en had een jaarcapaciteit van 200.000 ton. Tegenwoordig is de wereldwijde capaciteit circa 10 miljoen ton. Het SHOP-proces is veruit het belangrijkste commerciële proces voor de productie van alfa-alkenen uit etheen. Het produceert zeer zuivere alfa-alkenen en bijna geen diënen. Het is een flexibel proces waarin door de keuze van de reactieomstandigheden en de liganden van de nikkelcomplexen een goede controle van de productdistributie mogelijk is voor de gewenste ketenlengtes.